# I Should Have Known Better (The-Beatles-Lied)
I Should Have Known Better (englisch für Ich hätte es besser wissen müssen) ist ein Lied der britischen Band The Beatles aus dem Jahr 1964. Geschrieben wurde es von John Lennon, als Komponisten sind jedoch Lennon und Paul McCartney mit ihrem gemeinsamen Copyright Lennon/McCartney angegeben. In Großbritannien erschien das Lied nie als Single, sondern war Bestandteil des Soundtracks zum Film A Hard Day’s Night, der in Deutschland unter dem Titel Yeah! Yeah! Yeah! lief. Im Film selbst sind die Beatles beim Spielen von I Should Have Known Better zu sehen.

## Entstehung
John Lennon schrieb I Should Have Known Better im Januar 1964 in Paris, wo die Beatles gerade für ein dreiwöchiges Gastspiel im Olympia engagiert waren. Als Inspiration diente das Album The Freewheelin’ Bob Dylan von Bob Dylan, das die Beatles in Paris fortwährend hörten. Auf den Inhalt des Liedes angesprochen, entgegnete Lennon 1980, dass das Lied nur ein Lied ohne Bedeutung sei.
I Should Have Known Better wurde in der Szene im Film A Hard Day's Night gezeigt, als die Beatles in einem Zug Karten spielten, während weibliche Schauspielerinnen, darunter George Harrisons zukünftige Frau Pattie Boyd, zusahen. Die Szene wurde am 11. März 1964 in einem stationären Lieferwagen in den Twickenham Film Studios in London gedreht. Der Van wurde von Mitgliedern des Filmteams geschaukelt, um die Bewegungen eines Zuges nachzuahmen.
Für BBC Radio nahmen die Beatles unter Livebedingungen zwei weitere Fassungen von I Should Have Known Better auf, von denen die Aufnahme vom 17. Juli 1964, im BBC Paris Theatre, London, vollständig eingespielt wurde, aber bisher nicht veröffentlicht wurde.

## Aufnahme
Am 25. Februar 1964 unternahmen die Beatles in den Londoner Abbey Road Studios einen ersten Versuch, I Should Have Known Better aufzunehmen. Produzent war George Martin, dem Norman Smith assistierte. Nach drei Ansätzen gaben sie es jedoch auf, nachdem Lennon mit seinem Mundharmonikaspiel nicht zurechtkam. Am Folgetag spielten die Beatles in weiteren 19 Takes die endgültige Version des Liedes ein, nachdem das Arrangement ein wenig verbessert wurde.
Das Lied markiert zwei Wendepunkte in der musikalischen Entwicklung der Beatles: Zum einen war es das letzte Lied, dessen Hauptthema auf einer Mundharmonika gespielt wurde, zum anderen kam George Harrisons neue zwölfsaitige Rickenbacker-Gitarre prominent zum Einsatz, die den Sound der Beatles 1964 und 1965 deutlich prägen sollte.
Besetzung
- John Lennon: Akustikgitarre, Mundharmonika, Gesang
- Paul McCartney: Bass
- George Harrison: Leadgitarre
- Ringo Starr: Schlagzeug

Die Abmischungen des Liedes erfolgten am 3. März 1964 in Mono und am 22. Juni 1964 in Stereo. Die Monoversion ist im Outro etwas kürzer als die Stereoversion. 1982 wurde die Stereoversion korrigiert.

## Veröffentlichungen
- In den USA wurde I Should Have Known Better auf dem dortigen vierten Album A Hard Day’s Night am 26. Juni 1964 veröffentlicht, auf dem US-amerikanischen Soundtrack-Album ist auch eine instrumentale orchestrale Fassung zu hören, die von George Martin arrangiert wurde. Am 9. Juli 1964 erschien in Deutschland das vierte Beatles-Album A Hard Day’s Night, hier hatte es den Titel: Yeah! Yeah! Yeah! A Hard Day’s Night, auf dem I Should Have Known Better enthalten ist. In Großbritannien wurde das Album am 10. Juli 1964 veröffentlicht, dort war es das dritte Beatles-Album.[7]
- In den Vereinigten Staaten wurde das Lied am 13. Juli 1964 auf der B-Seite der Single A Hard Day’s Night veröffentlicht, die sich separat auf Platz 53 der Billboard Hot 100 platzieren konnte.
- In Deutschland erschien am 4. August 1964 I Should Have Known Better als B-Seite der Single  And I Love Her und platzierte sich aber separat auf Platz sechs der Single-Charts.
- In Deutschland erschien im September 1964 die EP The Beatles’ Songs, auf der sich I Should Have Known Better befindet.
- In Großbritannien erschien am 4. November 1964 die EP Extracts from the Film A Hard Day’s Night, auf der sich ebenfalls I Should Have Known Better befindet.
- Als Single wurde I Should Have Known Better in Großbritannien erst am 5. März 1976 auf der B-Seite von Yesterday veröffentlicht.
- Im März 1982 wurde das Kompilationsalbum Reel Music veröffentlicht, auf der US-amerikanischen Version befindet sich eine neue Abmischung von I Should Have Known Better.